# Mì thanh long
Mì thanh long là một loại mì có nguyên liệu chính từ quả thanh long, ra đời cùng với sự nổi tiếng của bánh mì thanh long năm 2020. Vào tháng 11 năm 2023, món ăn này bất ngờ nổi tiếng sau khi một clip quảng cáo về thương hiệu mì Thanh Long Caty của công ty Caty Food trở nên thịnh hành trên các nền tảng mạng xã hội, kéo theo đó là lượng tiêu thụ loại mì này tăng mạnh, đem về lợi nhuận lớn cho đơn vị sản xuất.